# Ao Vivo no Olimpo
Ao Vivo no Olimpo é um álbum ao vivo do Grupo Revelação, lançado em 2002. O álbum marca a estreia do grupo na gravadora Deckdisc, e foi o mais vendido na categoria de samba no ano de 2002, em cerca de 700 mil cópias vendidas, rendendo um disco de platina duplo. Trazendo sucessos como "Coração Radiante", "Grades do Coração", "Preciso Te Amar", "Essência da Paixão", entre outros.

## Faixas
1. Preciso Te Amar
2. Coração Radiante
3. Deixa Clarear / Dora
4. Do Jeito Que A Vida Quer
5. Zé Meningite
6. Vacilão
7. O Show Tem Que Continuar
8. Grades Do Coração
9. Se Você Me Chamar Eu Vou / Vai Lá, Vai Lá / Ô Irene
10. Vem Ficar Comigo
11. Essência Da Paixão
12. Samba Do Arerê / Rap Do Simpático
13. Batucada
14. Se

## Ao Vivo no Olimpo (DVD)
Ao Vivo no Olimpo é também o nome do primeiro DVD do Grupo Revelação, lançado em 2005 pela Deckdisc. Com 19 faixas, que trazem 27 músicas, o show deste DVD reúne os maiores sucessos da carreira do Grupo Revelação e, por isso, a tônica fica por conta das músicas românticas. O show foi gravado na casa de shows Olimpo no Rio de Janeiro, no dia 24 de novembro de 2004.

### Faixas
1. Sambas De Roda Da Bahia / Olha O Samba Sinhá / Vai Lá, Vai Lá
2. Esqueci De Te Esquecer
3. Meu Oceano
4. Virou Religião / Poder De Sedução / Se Você Me Chamar Eu Vou
5. Eu Te Devoro / Se
6. Talvez
7. Vacilão / O Show Tem Que Continuar
8. Essência Da Paixão
9. Altas Horas
10. Preciso Te Amar
11. Grades Do Coração
12. Coração Radiante
13. Deixa Acontecer
14. Conselho
15. Insensato Destino
16. Zé do Caroço / Na Palma da Mão / Rap Do Simpático
17. Batucada
18. Samba Do Arerê
19. Dora

### Edição Comemorativa
No momento em que chegava ao primeiro milhão de cópias vendidas na Deckdisc, o Grupo Revelação lançava este que é o primeiro DualDisc de samba do Brasil. No lado DVD, o show completo "Ao Vivo no Olimpo". No lado do CD, o áudio desse show, mixado especialmente para integrar esta Edição Comemorativa.

#### Faixas
1. Sambas De Roda Da Bahia / Olha O Samba Sinhá / Vai Lá, Vai Lá
2. Esqueci De Te Esquecer
3. Meu Oceano
4. Virou Religião / Poder De Sedução / Se Você Me Chamar Eu Vou
5. Talvez
6. Vacilão / O Show Tem Que Continuar
7. Essência Da Paixão
8. Altas Horas
9. Preciso Te Amar
10. Grades Do Coração
11. Coração Radiante
12. Deixa Acontecer
13. Zé Do Caroço / Na Palma da Mão / Rap Do Simpático
14. Samba Do Arerê
15. Dora